# 国際連合安全保障理事会決議1706
国際連合安全保障理事会決議1706（こくさいれんごうあんぜんほしょうりじかいけつぎ1706、英: United Nations Security Council Resolution 1706）は、2006年8月31日に国際連合安全保障理事会で採択されたスーダン・ダルフール情勢に関する決議。略称はUNSCR1706。

## 概要
国連安保理決議1706は、ダルフール情勢の解決を求める一連の決議のひとつで、ダルフール和平協定（Darfur Peace Agreement）の早期かつ実効的な履行を確保する目的で、2005年の決議1590（同3月24日採択）に基づき設置された国際連合スーダン派遣団（UNMIS）の任務を拡大しその活動範囲にダルフール地域も含むことを決定するもの。
決議はアルゼンチン、デンマーク、フランス、ガーナ、ギリシャ、スロヴァキア、英国、タンザニア、米国の9ヵ国により共同で提案され、賛成12：反対0：棄権3（中国、カタール、ロシア）で採択された。

## 解説
採択の同日に国連安保理が発表した報道資料によると、決議の内容は次の通り。
- スーダン政府に対し、UNMIS部隊派遣に対する承認を要請
- 加盟国に対し、迅速な部隊派遣を要請
- 事務総長に対し、UNMISの展開を支援するためその他部隊の即応展開能力を整備するよう要請
- UNMISに対し、以下の目的のためにあらゆる必要な措置の行使（to use all neccessary means）を承認：

1. 国連要員・施設・機材の保護
2. 国連職員、人道支援従事者、評価担当者・要員の安全と自由な移動の保証
3. 武装勢力によるダルフール和平協定の混乱阻止（ただしスーダン政府の任務を阻害しない範囲で）
4. 物理的暴力の危険にさらされた文民の保護
5. 決議1556の規定ならびに和平協定違反となる武器・禁止物資の接収・回収・廃棄

- UNMISの任務はダルフール和平協定ならびにン・ジャメナ人道的停戦合意（Ndjamena Agreement on Humanitarian Cease-fire on the Conflict in Darfur）の履行を支援することであり以下の活動を含むと決定：

1. 当事者らにより協定履行の監視と検証
2. 武装勢力の動向観察と監視、ならびにUNMIS展開地域での陸運・空輸による部隊再展開
3. 協定違反の調査及び停戦合意監視委員会（Cease-fire Commission）への報告
4. スーダン・チャド・中央アフリカ国境周辺での武装勢力の動向監視
5. 人権促進、文民保護・監視活動、とくに女性や子どものニーズに特化した活動を実施するための人権・ジェンダー処理能力（機能、能力、要員）の充足

- UNMISの任務はさらに、スーダン・チャド・中央アフリカと国境を接する周辺地域の治安情勢改善に努めることでもあり、チャド、中央アフリカと事務局とで軍事地位協定（status-of-forces agreements）を締結するよう要請
- UNMISの要員を17,300人に増強することを決定（内3,300人は文民警察要員）
- 国連事務総長に対し、AU、ダルフール和平協定の当事者らと供に、UNAMISから国連ミッションへの移行を行う上でのタイムテーブルの策定を要請